# Vangelis
Vangelis (nome artístico de Evángelos Odysséas Papathanassíu, em grego:  Ευάγγελος Οδυσσέας Παπαθανασίου; Vólos, 29 de março de 1943 — Paris, 17 de maio de 2022) foi um músico grego dos estilos neoclássico, progressivo, música eletrônica e ambiente. Suas composições mais conhecidas são o tema vencedor do Oscar de 1981, com o filme Chariots of Fire, a trilha sonora do clássico Blade Runner e do filme 1492: Conquest of Paradise. É conhecido também pelo uso de sua música na série da PBS, Cosmos, de Carl Sagan. Entre suas composições, inclui o tema da Copa do Mundo de 2002.

## Biografia
Nascido em Vólos, Vangelis começou a compor desde os quatro anos de idade, tornando-se um grande autodidata da música. O músico recusou as tradicionais aulas de piano, e durante sua carreira não tinha muito conhecimento para ler ou escrever partituras. Estudou música clássica, pintura e direção na Academia de Artes em Atenas.
Em 1963 formou um grupo pop, o Forminx (ou "Formynx"), que se tornou muito popular na Grécia, tendo acabado em 1966. Na época do Motim dos Estudantes em 1968 mudou-se para Paris e fundou a banda de rock progressivo Aphrodite's Child com os integrantes Demis Roussos, vocalista, e Loukas Sideras. São conhecidas na Europa, como também no Brasil, como canções de sucesso: "Rain and Tears", "Marie Jolie", "It’s Five O’Clock", entre outras. O grupo se desfez em 1972, ainda que Roussos tenha feito diversas participações nos trabalhos de Vangelis.

## Carreira solo
Vangelis iniciou sua carreira solo escrevendo temas para dois filmes do cineasta francês Frederic Rossif em 1973. Seu primeiro álbum solo oficial saiu em 1974, o Earth. Na mesma época, participou de ensaios com outra banda de rock progressivo, Yes. Embora nunca tenha feito parte da banda, tornou-se amigo do cantor Jon Anderson, com quem veio a trabalhar em algumas ocasiões.
Quando se mudou para Londres, Vangelis firmou contrato com a RCA Records, montou seu próprio estúdio, o (Nemo Studios), começando a gravar um série de álbuns respeitados de música eletrônica. Faixas do aclamado álbum Heaven and Hell de 1975 foram mais tarde utilizadas como tema da série Cosmos.

## Temas
Nos anos 1980 e 90 produziu diversos álbuns em parceria com Jon Anderson Jon & Vangelis. Em 1982 Vangelis venceu na categoria do Oscar de Melhor Trilha Sonora Original por Chariots of Fire. O tema ficou no topo da lista da Billboard americana por uma semana.
Várias músicas suas apareceram em vários programas de televisão no Brasil como por exemplo os da apresentadora Xuxa, principalmente no "Xou da Xuxa" em 1992, incluindo uma versão de "Hymne" feita pelo Space 2-000 para o último programa. Além disso suas trilhas foram usadas com exaustão nos programas do SBT como "Nações Unidas" e "Troféu Imprensa". Outro programa da emissora a usar uma canção do músico foi o "Domingo Legal", quando dava notícias de última hora. A música em questão é "Nucleogenesis Part 1".
Em 1983, Vangelis lançou "Antartica", uma música bastante conhecida em Portugal pelo seu uso como fundo nas previsões meteorológicas do Canal 1, na primeira metade dos anos 1990.
No ano em que começou seu trabalho com o diretor Ridley Scott, Vangelis produziu o tema dos filmes Blade Runner e 1492 - A Conquista do Paraíso. Alguns dos documentários submarinos de Jacques Cousteau também levam a assinatura de Vangelis. Em 1992, a França o condecorou como Chevalier Order of Arts and Letters.
Em 2001, lança Mythodea (mais orquestral que eletrônico) que foi escrita em 1993 e depois foi usada com tema pela NASA nas missões a Marte. Em 2004 lançou um CD com a trilha sonora do filme Alexandre de Oliver Stone.

## Morte
Vangelis estava hospitalizado na França a receber tratamento para a COVID-19, quando morreu em 17 de maio de 2022, aos 79 anos.

## Discografia
- 1970 - Sex Power - tema
- 1972 - Fais Que Ton Reve Soit Plus Long Que La Nuit
- 1973 - L'Apocalypse des animaux - tema
- 1973 - La Fete Sauvage - tema
- 1973 - Earth
- 1975 - Heaven and Hell
- 1976 - The Vangelis Radio Special
- 1976 - Albedo 0.39
- 1977 - Ignacio
- 1977 - Spiral
- 1978 - Beaubourg
- 1978 - Hypothesis
- 1978 - The Best of Vangelis - coletânea
- 1979 - Opera Sauvage - tema
- 1979 - China
- 1979 - Odes - com Irene Papas
- 1980 - See You Later
- 1980 - Short Stories - como Jon & Vangelis
- 1981 - Chariots of Fire - tema
- 1981 - The Friends of Mr. Cairo - as Jon & Vangelis
- 1982 - To the Unknown Man - coletânea
- 1983 - Private Collection - como Jon & Vangelis
- 1983 - Antarctica - tema
- 1984 - Soil Festivities
- 1984 - The Best of Jon & Vangelis - como Jon & Vangelis
- 1985 - Magic Moments - coletânea
- 1985 - Mask
- 1985 - Invisible Connections
- 1986 - Rhapsodies - com Irene Papas
- 1988 - Direct
- 1989 - Themes - coletânea
- 1990 - The City
- 1991 - Page of Life - como Jon & Vangelis
- 1992 - 1492: Conquest of Paradise - tema
- 1994 - Blade Runner - tema de 1982 do filme Blade Runner
- 1994 - Chronicles - como Jon & Vangelis
- 1995 - Foros Timis Ston Greco - (El Greco edição limitada)
- 1995 - Voices
- 1996 - Oceanic
- 1996 - Portraits (So Long Ago, So Clear) - coletânea
- 1998 - El Greco - edição comercial
- 2000 - Reprise 1990–1999 - coletânea
- 2001 - Mythodea
- 2003 - Odyssey: The Definitive Collection - coletânea
- 2004 - Ithaca - Declamação de poema de Cavafy na voz de Sean Connery - edição limitada
- 2004 - Alexander - tema
- 2016 - Rosetta
- 2019 - Nocturne
- 2020 - Juno to Jupiter